# Dastychius improvisus
Genre
Espèce
Synonymes
- Isohypsibius improvisus Dastych, 1984

Dastychius improvisus, unique représentant du genre Dastychius, est une espèce de tardigrades de la famille des Isohypsibiidae. 

## Distribution
Cette espèce est endémique d'Antarctique.

## Étymologie
Ce genre est nommé en l'honneur de Hieronimus Dastych.

## Publications originales
- Dastych, 1984 : The Tardigrada from Antarctic with descriptions of several new species. Acta Zoologica Cracoviensia, no 27, no 19, p. 377-436.
- Pilato, 2013 : The taxonomic value of the structures for the insertion of the stylet muscles in the Eutardigrada, and description of a new genus. Zootaxa, no 3721 (4), p. 365–378.